# 霍殿阁
霍殿閣（1886年—1942年），字秀亭，祖籍山東即墨，生於大清直隸省滄州東南鄉小集（今中華人民共和國河北省滄州市），著名八极拳拳师“神枪”李书文的开山弟子，霍氏八极拳创始人。
霍殿閣自幼好武，曾隨李姓拳師學習飄灑拳，17歲時拜入李書文門下，成為他的大弟子，隨著李書文行走京津一帶，威名遠播。後經李書文推薦，奉系黑龍江省駐軍第一師師長許蘭州聘其為軍官學校武術教官，於是到了哈爾濱、長春、瀋陽一帶教拳。1924年，奉軍入關，霍殿閣携姪霍慶雲隨許蘭州回到天津。1927年，經許蘭州、及清末翰林商衍瀛的介紹，成為清朝末代皇帝溥仪的武術老师兼護衛。
1932年，滿州國時期，隨溥儀至長春，在宮內任少將武官，以其弟子組成護軍，保護溥儀。1935年，霍殿閣之義兄、瀋陽戳腳翻子名家「鐵胳膊」周馨武，來到長春，投奔霍殿閣。因為兩人同為李書文門下，交情又好，霍殿閣協助他在長春東三馬路開設把式場，並讓霍慶雲去教授八極拳，因此在东北的八极拳传人较多，被稱為長春八極拳或霍氏八極拳。